# Marcos dos Santos Assunção
Marcos dos Santos Assunção, meestal afgekort tot Marcos Assunção (Caieiras, 25 juli 1976) is een Braziliaanse voetballer.

## Biografie
Assunçao begon zijn carrière bij de jeugd van Rio Branco, een kleine club uit de staat São Paulo en maakte dan de overstap naar Santos. In 1997 ging hij naar Flamengo waar hij het goed deed en opgemerkt werd door het Italiaanse Roma, waar hij in 2001 landskampioen mee werd. In 2002 maakte hij de overstap naar Betis Sevilla. In 2005 werd hij vierde met het team, waardoor ze zich kwalificeerde voor de Champions League, waar hij zeven wedstrijden speelde. Na zijn vertrek bij Betis speelde hij voor de Arabische clubs Al-Ahli en Al Shabab. Eind 2009 keerde hij terug naar Brazilië en ging voor Grêmio Prudente spelen in de Série A. In 2010 ging hij voor Palmeiras spelen. Met die club won hij in 2012 de Copa do Brasil, maar hij kon niet verhinderen dat de traditieclub degradeerde. Na zijn vertrek in 2012 speelde hij nog enkele wedstrijden voor verscheidene clubs.
Van 1998 tot 2000 speelde hij voor het nationale elftal en debuteerde tegen El Salvador. Op 18 november 1998 scoorde hij zijn enige goal in de 5-1 vriendschappelijke overwinning tegen Rusland. Na een slechte prestatie in een kwalificatiewedstrijd voor het WK 2002 tegen Chili werd hij niet meer opgeroepen.
Marcos is de neef van Marcos Senna, die zich tot Spanjaard liet naturaliseren en voor het Spaanse elftal uitkwam en diens broer Márcio Senna.